# Meigan
Meigan är en socken i Kina. Den ligger i provinsen Sichuan, i den sydvästra delen av landet, omkring 330 kilometer söder om provinshuvudstaden Chengdu. Antalet invånare är 3 138. Befolkningen består av 1 637 kvinnor och 1 501 män. Barn under 15 år utgör 38 %, vuxna 15-64 år 55 %, och äldre över 65 år 6,0 %.
Genomsnittlig årsnederbörd är 1 233 millimeter. Den regnigaste månaden är juli, med i genomsnitt 279 mm nederbörd, och den torraste är januari, med 6 mm nederbörd.